# プルシャ
プルシャ（puruṣa, サンスクリット: पुरुष）とは
- インド神話に登場する存在。原人とも巨人とも呼ばれる。
- サーンキヤ学派がたてた精神原理。
- サンスクリットで私、霊魂、自我あるいは人間、男性など意味する語。

## インド神話
世界の最初に存在したとされ、『リグ・ヴェーダ』においては、原人プルシャの身体から太陽や月、神々や人間など世界の全てが生まれたという。
千個の目と千個の頭、千本の足を持つと言われる。
『リグ・ヴェーダ』10章の創造讃歌『プルシャ・スークタ（原人の歌）』は、4つのヴァルナ（社会的身分）が生まれた由来を問い、その答えのなかとして次のように説明している。
神々が原人を切り分かちたるとき
いくつの部分に切り離したるや。
その口は何に、両腕は何になりたるや。
その両腿は、その両足は何とよばれるや。
その口はバラモン（司祭）となれり。
その両腕はラージャニヤ（武人）となれり。
その両腿からはヴァイシャ（農民、商人）、
その両足からはシュードラ（奴隷）生じたり。
「ヴァルナ」の原義は「色」であり、上位からそれぞれ白、赤、黄、黒の4色であった。

## サーンキヤの概念
サーンキヤ学派では、精神原理プルシャと物質原理プラクリティが対置されている。サーンキヤでは、プルシャは物質的要素をまったくはなれた純粋なものとされる。同学派は、「私はだれだれである」とか「私の何々は」といった意識は、プラクリティから生じた心理器官に属するとし、それらの意識は上位器官である理性に属するとするが、プルシャはそうした意識や理性とは別であるとし、またプルシャは様々な感情とも異なるとする。プルシャは、プラクリティの展開がつくりだす現象世界を観照するとする。プルシャを説明するのに、水面や鏡に映った映像を見る人のたとえが用いられている。